# Psalter Ludwigs des Heiligen

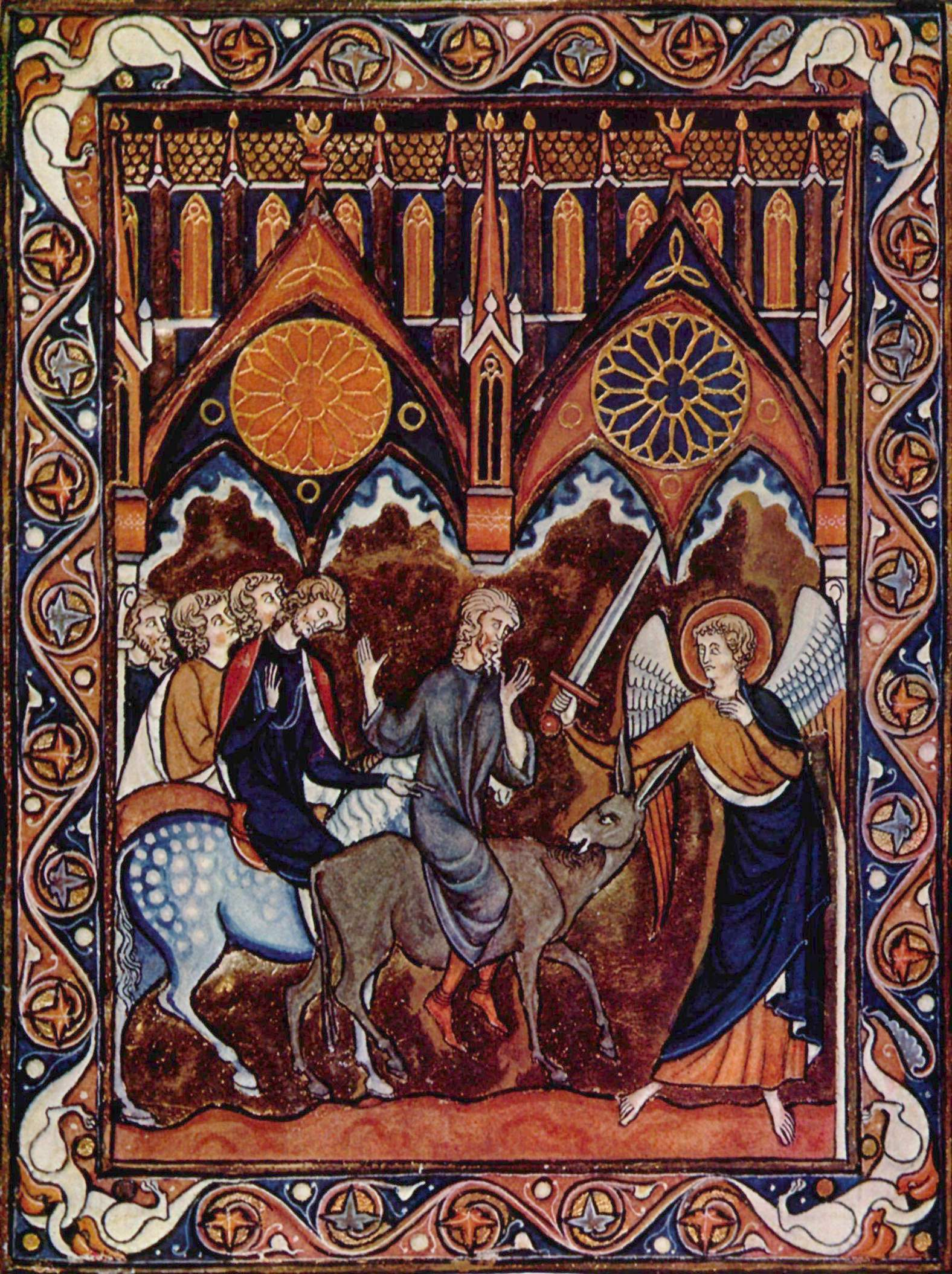
Psalter Ludwigs des Heiligen: Bileams Eselin

Der Psalter Ludwigs des Heiligen (auch Ludwig-Psalter) ist ein für König Ludwig IX. von Frankreich um 1270 bis 1274 angefertigter Psalter. Die Handschrift befindet sich als Ms. lat. 10525 in der Bibliothèque nationale de France in Paris.
Die Handschrift enthält auf 184 Seiten im Format 210 × 145 mm insgesamt 78 ganzseitige Miniaturen, des Weiteren ist sie mit acht figürlichen Initialen geschmückt. Wahrscheinlich haben drei bis sechs verschiedene Künstler das Werk zusammen mit den Schreibern in einer gemeinsamen Werkstatt (Skriptorium) gestaltet. Ihr Schaffen kann zu den Höhepunkten gotischer Buchmalerei gezählt werden.

## Besitzgeschichte
Eine Eintragung im Ludwig-Psalter lässt die Zuordnung des Manuskriptes zu Ludwig IX. zu. Über Johanna von Navarra kam er in den Besitz von König Karl V. Dessen Enkelin Maria von Frankreich überließ um 1400 den Psalter dem Kloster von Poissy. Später kam er auf ungeklärte Weise nach Russland. Ein Bruder des Zaren Alexander I., Großfürst Michael, bot 1818 den Psalter König Ludwig XVIII. an. 1872 kam er in den Besitz der Bibliothèque nationale de France in Paris.

## Bildprogramm
Der Psalter Ludwigs des Heiligen enthält einen Kalender mit kirchlichen Gedenktagen sowie den lateinischen Text der Psalmen aus dem Alten Testament und wird von Texten mehrerer Gebete abgeschlossen. Die Maler haben in der damals üblichen Szenenwahl nicht Illuminationen zu den Psalmtexten, sondern verwandte Szenen des Alten Testaments dargestellt. Wohl durch die Werkstattleitung für die Auftraggeber oder zusammen mit ihnen ausgewählt wurden die ganzseitigen Miniaturen auf Pergament gemalt. Die Bilder stellen wichtige Personen der Bibel wie Jakob, Mose, den Heerführer Josua und den ersten König Israels Saul dar. Die Bilder zeigen die Personen und Szenen aus deren Leben. Einer der Schreiber der Werkstatt hat auf nachfolgenden Seiten Erklärungen in französischer Sprache beigefügt.

## Stil
Trotz der verschiedenen Hände, die die Bilder schufen, sind sie ähnlich aufgebaut. Dem oberen Teil ist ein Dach gegeben, das in seiner Darstellung an die architektonischen Merkmale der Palastkapelle Sainte-Chapelle in Paris erinnert. Darunter werden auf Goldgrund, durch Säulen geteilt, zwei Episoden aus einem Bilderzyklus dargestellt. 